# Yevonde Middletonová

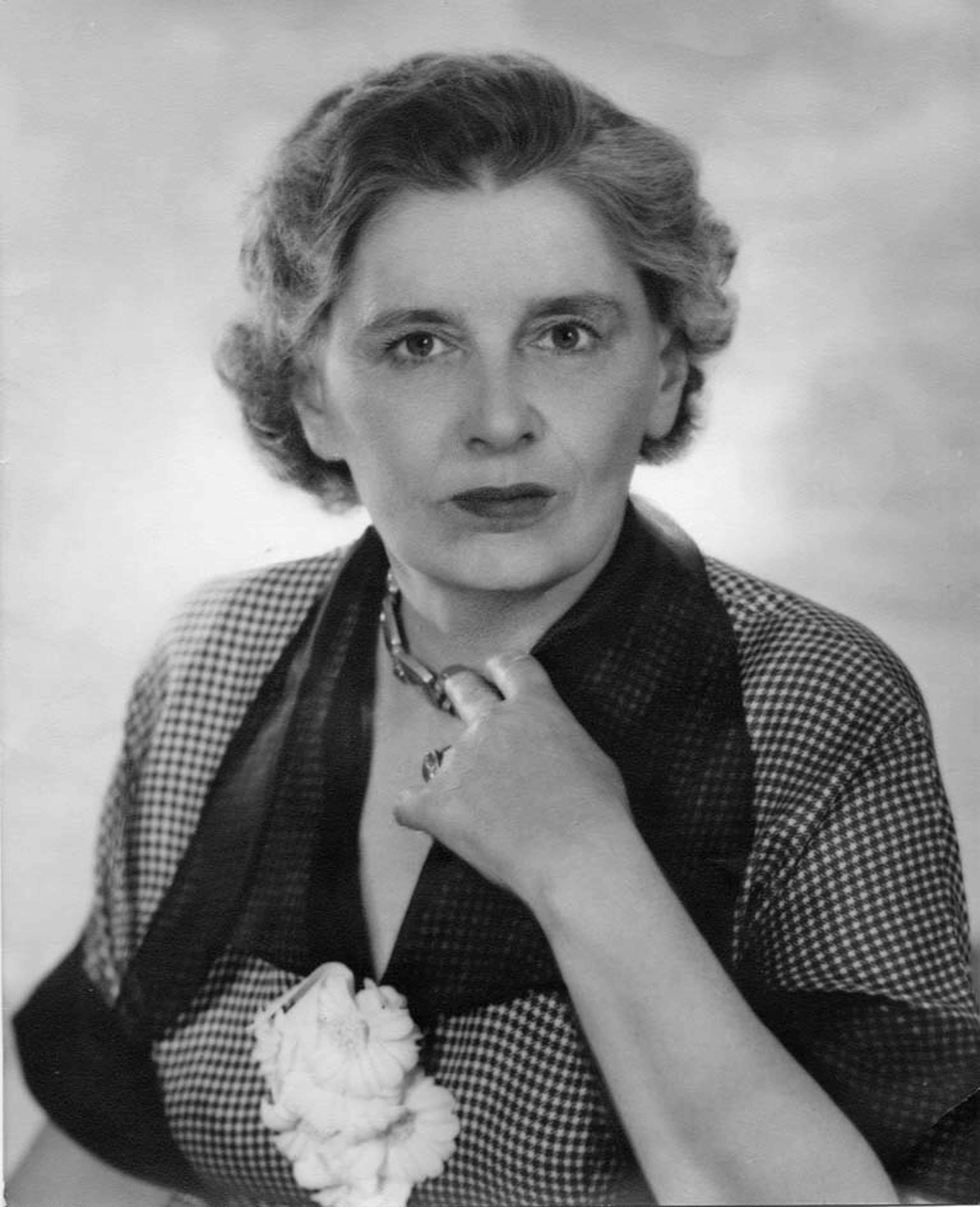
Yevonde Middletonová: Spisovatelka a sufražetka Rebecca West

Yevonde Philone Middletonová (nepřechýleně Yevonde Philone Middleton; rozená Cumbersová, 5. ledna 1893 – 22. prosince 1975) byla anglická fotografka, která byla průkopnicí v používání barev v portrétní fotografii. Používala umělecké jméno Madame Yevonde.

## Životopis
Yevonde Cumbersová se vzdělávala na liberální a progresivní internátní škole Lingholt v Hindheadu a následně na Guilde Internationale v Paříži, a také na internátních školách v Belgii a Francii, a od raného věku projevovala nezávislý přístup. Její hrdinkou byla spisovatelka a liberacionistka Mary Wollstonecraftová a v roce 1910 se připojila k hnutí sufražetek. Po ukončení školy se vrátila do rodinného domu v Bromley v Kentu a začala se aktivně věnovat sufražetkám, ale později si uvědomila, že není lídrem v oblasti ženských práv. Cumbersová nakonec přestala v hnutí aktivně působit, ale ještě předtím odpověděla na inzerát na fotografova učedníka, který uviděla v magazínu The Suffragette. Zúčastnila se rozhovoru s Lenou Connell, která pořizovala portrétní fotografie šlechty a vůdčích osobností sufražetek.
Cumbersová kromě této praxe absolvovala tříleté studium u portrétní fotografky Lallie Charlesové. S technickým vzděláním, které zde získala, a darem 250 liber od svého otce, si Yevonde ve svých 21 letech založila vlastní studio na Victoria Street čp. 92 v Londýně a začala si budovat dobré jméno tím, že pozvala dobře známé osobnosti k portrétování zdarma. Netrvalo dlouho a její snímky se objevily ve společenských časopisech jako je Tatler a The Sketch. Její styl se rychle vzdálil od strnulého vzhledu „nafouknutého holuba“ Lallie Charlesové směrem ke stále formálnímu, ale kreativnějšímu stylu. Její portréty byly často zobrazeny, jak hledí od fotoaparátu, a začala používat rekvizity ke kreativnímu efektu.
V roce 1921 se Madame Yevonde stala známou a uznávanou portrétní fotografkou a přestěhovala se do větších prostor na Victoria Street čp. 100. Zde začala přijímat reklamní zakázky a také fotografovala mnoho z předních osobností té doby, včetně takových jako byli: Alan Alexander Milne, Barbara Cartland, Diana Mitford, Louis Mountbatten nebo Noël Coward.

## Kariéra
Na počátku třicátých let začala Yevonde experimentovat s barevnou fotografií pomocí nového barevného procesu Vivex od Color Photography Limited z Willesdenu. Zavedení barevné fotografie nebylo všeobecně populární; fotografové i veřejnost byli skutečně tak zvyklí na černobílé snímky, že rané reakce na nový proces byly spíše nepřátelské. Yevonde však byla z barevných fotografií nesmírně nadšená a ve svém studiu strávila nespočet hodin experimentováním s tím, jak dosáhnout nejlepších výsledků. Její oddanost přinesla obrovské plody. V roce 1932 uspořádala výstavu portrétních prací v Albany Gallery, napůl černobílých a napůl barevných, za nadšených recenzí.
V roce 1933 se madame Yevonde znovu přestěhovala, tentokrát na Berkeley Square čp. 28. Začala používat barvy ve své reklamní práci i ve svých portrétech a přijímala i další zakázky. V roce 1936 byla časopisem Fortune pověřena, aby vyfotografovala poslední fáze výroby nového parníku společnosti Cunard, RMS Queen Mary. To bylo velmi odlišné od Yevondeiny obvyklé práce, ale fotografování bylo úspěšné. People vytiskl dvanáct desek a obrázky byly vystaveny v Londýně a New Yorku. Jedním z portrétů byla umělkyně Doris Zinkeisen, která byla spolu se svou sestrou Annou pověřena namalováním několika nástěnných maleb pro Queen Mary. Dalším významným převratem bylo pozvání k pořízení portrétů předních osobností u příležitosti korunovace krále Jiřího VI. a královny Alžběty. V roce 1933 vstoupila do Královské fotografické společnosti a v roce 1940 se stala její členkou. Sbírka této společnosti obsahuje ukázky její práce.
Nejslavnější dílo umělkyně bylo inspirováno tematickým večírkem konaným 5. března 1935, na kterém se hosté oblékali jako římští a řečtí bohové a bohyně. Yevonde následně pořídila studiové portréty mnoha účastníků (a dalších), ve vhodných kostýmech a obklopených vhodnými předměty. Tato série tisků ukázala Yevonde v její nejkreativnější podobě, s použitím barev, kostýmů a rekvizit k vytvoření nadpozemského ovzduší kolem postav. Pokračovala ve výrobě dalších sérií založených na znameních zvěrokruhu a měsících v roce. Částečně ovlivněná surrealistickými umělci, zejména Man Rayem, Yevonde použila překvapivé srovnávání objektů, které projevovaly její smysl pro humor.
Toto vysoce kreativní období kariéry umělkyně trvalo jen několik let. Na konci roku 1939 byla společnost Color Photographs Ltd uzavřena a proces Vivex již neexistoval. Pro Yevonde to byla druhá velká rána během jednoho roku – její manžel, dramatik Edgar Middleton, zemřel v dubnu. Yevonde se vrátila k práci na černobílé fotografii a vytvořila mnoho pozoruhodných portrétů. Pokračovala v práci až do své smrti, pouhé dva týdny před svými 83. narozeninami, ale vzpomíná se především na její práci ze 30. let, která přispěla k tomu, že barevná fotografie byla respektovaná.

## Výstavy
- Výstava Be Original or Die Photographs by Madame Yevonde z roku 1953 obsahovala 64 barevných fotografií vyrobených z originálních negativů skleněných desek a tisků metodou Vivex. Prezentována byla její série Bohyně z roku 1935, ve které ženy ve společnosti pózovaly v surrealistických, mytických převlecích.[7]
- Na výstavě Goddesses and Others: Photographs by Madame Yevonde z roku 2005 v Národní portrétní galerii v Londýně představila 15 barevných fotografií z 30. let 20. století.[8]
- Madame Yevonde: Colour, Fantasy & Myth byla retrospektiva její práce v Národní portrétní galerii v Londýně v roce 1990. Galerie vydala také katalog k výstavě.[9]

## Galerie

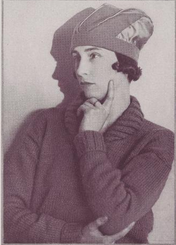
Margaret Morris, tanečnice, 1921
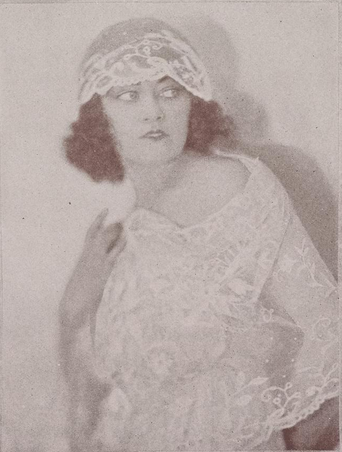
Peggy O'Neil, 1921